# Naturally (chanson d'Ayumi Hamasaki)
 (octobre 2021).
Pour les articles homonymes, voir Naturally.
 (mars 2011).
Si vous disposez d'ouvrages ou d'articles de référence ou si vous connaissez des sites web de qualité traitant du thème abordé ici, merci de compléter l'article en donnant les références utiles à sa vérifiabilité et en les liant à la section « Notes et références ».
Singles de Ayumi Hamasaki en Europe
Depend on You
(2004) Appears
(2005)
Naturally, sous-titré Wippenberg Remixes et attribué à Ayu, est le 4e single européen de Ayumi Hamasaki, sorti le 18 octobre 2004 sous le label allemand Drizzly Records. 

## Présentation
La chanson-titre originale, écrite et composée par Hamasaki (alias Crea), est tirée de son album I Am... sorti en 2002, et n'est pas sortie en single au Japon. Le single, produit par le DJ Wippenberg, contient quatre remixes de cette chanson, remixés par Wippenberg, en plus de la version originale sous-titrée ici "Radio Edit". 
Deux versions promotionnelles au format disque vinyle sortiront aussi : Naturally - Wippenberg Remixes 1 avec deux remixes différents, et Naturally - Wippenberg Remixes 2 avec trois remixes différents.

## Titres
Toutes les paroles sont écrites par Ayumi Hamasaki, toute la musique est composée par CREA, remixée par Wippenberg.
| 1. | Naturally "Remix Reissue 2004 Edit" | 3:51 |
| 2. | Naturally "Radio Edit"              | 4:34 |
| 3. | Naturally "Ext. Remix Reissue 2004" | 7:43 |
| 4. | Naturally "Extended Vocal Mix"      | 8:06 |
| 5. | Naturally "Club Mix Instrumental"   | 6:44 |

| 1. | Naturally "Extended Reissue 2004 Mix" | 7:42 |
| 2. | Naturally "Extended Instr. Mix"       | 8:07 |

| 1. | Naturally "Club Mix"           | 6:43 |
| 2. | Naturally "Extended Vocal Mix" | 8:07 |
| 3. | Naturally "Dub Mix"            | 6:29 |